# خالد الظاهر
خالد الظاهر مواليد 2 سبتمبر 1972 في سوريا، هو لاعب كرة قدم سوري سابق كان يلعب كلاعب وسط.

## المسيرة الاحترافية

### أندية لعب لها
- نادي الحرية (سوريا)
- نادي أتروميتوس
- التضامن صور

## روابط خارجية
- خالد الظاهر على موقع الاتحاد الدولي (مؤرشف)  (الإنجليزية)
- خالد الظاهر على موقع قاعدة بيانات كرة القدم.إي يو (الإنجليزية)
- خالد الظاهر على موقع ناشيونال فوتبول تيمز (الإنجليزية)